# Distrito de San Antonio (Puno)

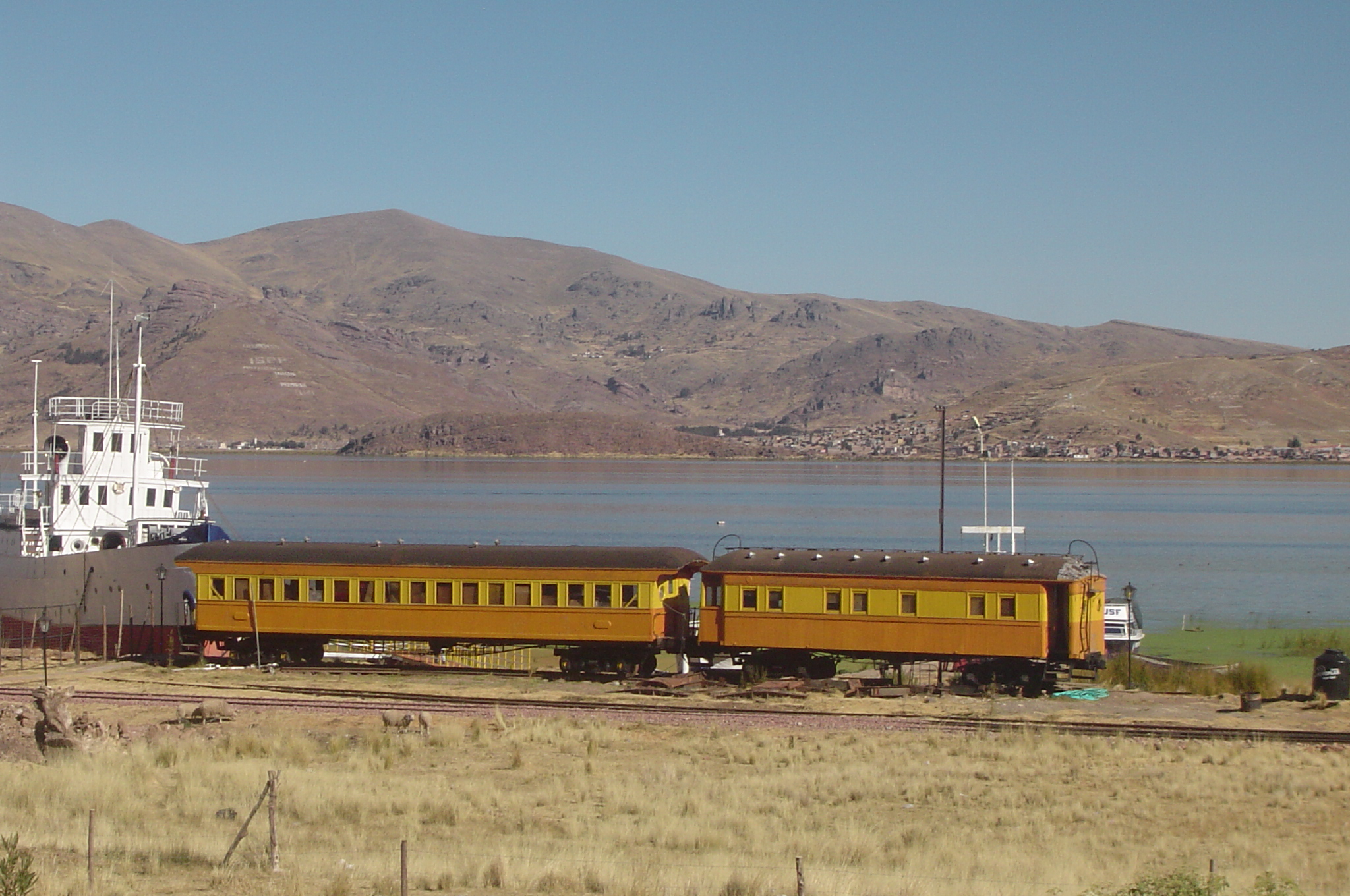
Tren de Puno

El distrito de San Antonio es uno de los 15 distritos de la provincia de Puno en el departamento de Puno, en el Perú.
Desde el punto de vista jerárquico de la Iglesia católica forma parte de la diócesis de Puno en la arquidiócesis de Arequipa.

## Ubicación geográfica
Ubicado en el altiplano a una altitud de 4000 m sobre el nivel del mar, en la cuenca del río huanacumayo, cabecera del río Ramis)

## Historia
El distrito fue creado el 2 de mayo

## Población
Según el censo peruano de 2007 la población es de 2570 habitantes, de los cuales 83,4 % viven en el área rural y el 16,6 % en el área urbana.

## División administrativa
El área total del distrito de 376,75 km², distribuidos entre comunidades campesinas y centros poblados menores.

### Centros poblados
- San José de Cachipascana
- c.p Llanqueri
- c.p. lacapacheta
- Cruzani
- Komerucho

## Hitos urbanos
Destaca su centenaria plaza de Armas, su hermoso templo colonial y sus pintorescas calles empedradas.

## Autoridades

### Municipales
- 2015 - 2018[2]
  - Alcalde: Jorge Cruz Ticona Patina, de Por las Comunidades Fuente de Integración Andina de Puno - CONFIA - Puno.
  - Regidores:

  1. Marco Marcelino Aldudi Acero (Por las Comunidades Fuente de Integración Andina de Puno - CONFIA - Puno)
  2. Hilarion Cáceres Ticona (Por las Comunidades Fuente de Integración Andina de Puno - CONFIA - Puno)
  3. Martha Edica Soto Acero (Por las Comunidades Fuente de Integración Andina de Puno - CONFIA - Puno)
  4. Marcelina Mamani Ticona (Por las Comunidades Fuente de Integración Andina de Puno - CONFIA - Puno)
  5. Vicente Arias Ramos (Proyecto Político AQUÍ)

## Festividades
- Octubre.
  - Fiesta Virgen de Rosario (Juncal)